# 四氯化钍
四氯化钍是一种无机化合物，化学式为ThCl4，有放射性。

## 制备
四氯化钍可由金属钍、碳化钍或氢化钍和氯气反应得到：
{\displaystyle {\mathsf {Th+2Cl_{2}\ {\xrightarrow {450-500^{o}C}}\ ThCl_{4}}}}
用氯气作用于二氧化钍和碳的混合物也能得到氯化钍：
{\displaystyle {\mathsf {ThO_{2}+C+2Cl_{2}\ {\xrightarrow {\ }}ThCl_{4}+CO_{2}}}}

## 化学性质
四氯化钍在潮湿环境或含氧环境中加热，会产生ThOCl2。
四氯化钍和氟气或者氟化氢反应，得到四氟化钍。